# Haripurwa
Haripurwa – gaun wikas samiti w środkowej części Nepalu  w strefie Dźanakpur w dystrykcie Sarlahi. Według nepalskiego spisu powszechnego z 2001 roku liczył on 2267 gospodarstw domowych i 12793 mieszkańców (6062 kobiet i 6731 mężczyzn).